# Situl urban „Strada Crinului”
Situl urban „Strada Crinului” este un monument istoric aflat pe teritoriul municipiului Pitești.